# 奥默伍米·沙迪克
奥默伍米·「烏米」·A·沙迪克（英語：Omowunmi "Wunmi" A. Sadik，1964年6月19日—），奈及利亞籍教授、化學家與發明家，任職於賓漢頓大學。她開發了可用於檢測藥物及爆炸物的微電極生物傳感器，並致力於開發廢棄物金屬離子的回收技術，以利於環境和工業應用。2012年，沙迪克與其他人共同創辦了非營利組織，稱為永續奈米科技組織（Sustainable Nanotechnology Organization）。

## 生平
1964年出生於奈及利亞拉哥斯，她的家族擁有多名科學家，引發她對於物理、化學與生物的興趣。1985年，沙迪克於拉哥斯大學獲得化學學士學位，並在1987年獲得化學碩士學位。1994年，她於臥龍崗大學獲得化學博士學位。

## 職涯
1994年至1996年，沙迪克獲得美國國家研究委員會博士後獎學金資助，於美國環境保護局進行研究工作，接著在紐約賓漢頓，於賓漢頓大學擔任化學助理教授。2002年，沙迪克升等為副教授，並於2005年升等為教授。於此同時，她成為賓漢頓先進感測器與環境系統中心（Center for Advanced Sensors & Environmental Systems, CASE）主任，也曾經在美國海軍研究實驗室、康乃爾大學與哈佛大學成為訪問學者。
沙迪克主攻表面化學，著重在開發環境化學用途的生物傳感器；她發現導電聚合物特別適用於感測器應用。沙迪克開發了對微量有機材料有靈敏度的微電極生物傳感器，這項科技可用於毒品和炸彈偵測。她也正在研究環境中有機氯化合物等廢棄物的解毒機制，目的是開發回收工業和環境廢物中金屬離子的技術；在某項計畫中，微生物的酵素可將高毒性六價鉻轉換成無毒性三價鉻的產量，從40%提高至98%。沙迪克擁有超過135篇經同儕評審的研究報告及專利應用，並擁有特定類型生物感測器的美國專利。2011年，她成為首任戈登環境奈米科技會議（Gordon Conference on Environmental Nanotechnology）的主席。2012年，沙迪克與芭芭拉·卡恩（Barbara Karn）共同創立國際非營利專業學會永續奈米科技組織（Sustainable Nanotechnology Organization），致力於在全球範圍內負責任地運用奈米科技。
沙迪克曾獲選為英國皇家化學學會（2010年）與美國醫學與生物工程研究院（2012年）成員。她參與了美國環境保護局和國家科學基金會，並且是美國國家衛生研究院儀器和系統開發研究小組（Study Panel on Instrumentation and Systems Development）的成員。她也參與了聯合國教科文組織國際生物動力學中心（International Center of Biodynamics，位於羅馬尼亞布加勒斯特）、土耳其愛琴海大學與日本福井大學的國際合作案。